# Museu Balear de Ciències Naturals
Museu Balear de Ciències Naturals és una institució municipal de la ciutat de Sóller (Mallorca) creada el 1992 i que fins al 2019 va esser gestionada conjuntament amb una associació sense ànim de lucre que portava el mateix nom, creada el 1981 amb la finalitat de fundar el propi Museu i un jardí botànic. Actualment forma part del MUCBO. Ocupa un petit palauet a la finca del Camp d'en Prohom i té una exposició permanent que consta de tres pisos amb temàtica pròpia: Història de les Ciències Naturals a Balears (planta baixa), Paleontologia (primer pis) i Biodiversitat (segon pis).

## Objectius
La Fundació Jardí Botànic de Sóller-Museu Balear de Ciències Naturals, i per extensió el Museu, té com a objectius principals:
- La preservació, conservació, estudi i difusió de les col·leccions de titularitat municipal i dels dipòsits permanents generats per l'activitat científica que s'hi desenvolupa o per les donacions dels col·laboradors i d'altres persones o entitats.
- La investigació sobre la Història Natural, principalment referida a l'àmbit de les Illes Balears.
- L'educació i la divulgació dels valors naturals de les Illes Balears i, en general, del medi ambient i dels recursos naturals, sensibilitzant la població resident i els visitants sobre la necessitat de la seva preservació.

## Govern
Està dirigit per un patronat conformat pel Govern de les Illes Balears, el Consell de Mallorca, l'Ajuntament de Sóller, la Universitat de les Illes Balears, l'Associació Museu Balear de Ciències Naturals, l'Associació Ibero-Macaronèsica de Jardins Botànics i la Fundació Sa Nostra.